# Erzsébet Polgár
Erzsébet Polgár – węgierska tenisistka, reprezentantka kraju w Pucharze Federacji.

## Kariera tenisowa
W 1964 została mistrzynią Węgier w grze pojedynczej kobiet, natomiast w 1968 roku zdobyła tytuł mistrzowski zarówno w grze pojedynczej, jak i w grze podwójnej.
Brała udział w zawodach wielkoszlemowych podczas French Open w konkurencjach singla, debla oraz miksta.
W 1969 roku reprezentowała kraj w rozgrywkach o Puchar Federacji. Przegrała w meczu grupy światowej przeciwko Kanadyjce Faye Urban.